# 툰젤리주

툰젤리주의 위치

툰젤리주(튀르키예어: Tunceli ili)는 튀르키예 동부에 위치한 주로, 동아나톨리아 지역에 속한다. 주도는 툰젤리이며 면적은 7,774km2, 인구는 76,401명(2006년 기준), 자동차 번호는 62번, 시외전화 지역번호는 0392번이다.
1936년 이전까지는 데르심주(Dersim, 자자키어와 쿠르드어로 "은색 문"이라는 뜻)라고 부르기도 했으며 주 이름은 튀르키예어로 "구리의 땅"을 뜻한다.
북쪽과 서쪽으로는 에르진잔주, 남쪽으로는 엘라지주, 동쪽으로는 빙괼주와 접하며 8개 군을 관할한다. 인구 밀도는 9.8명/km2이며 튀르키예에서 인구 밀도가 가장 낮은 주이다. 문주르 산맥과 접하고 있고 자자인이 주 인구의 다수를 차지한다. 알레비파 무슬림이 많다.